# Porto Esperidião
Porto Esperidião è un comune del Brasile nello Stato del Mato Grosso, parte della mesoregione del Sudoeste Mato-Grossense e della microregione di Jauru Ha una popolazione de 11.535 secondo l'Istituto brasiliano di statistica e geografis